# Dom Juan (Antoine Vitez)
Pour les articles homonymes, voir Don Juan (homonymie).
Dom Juan, une pièce de Molière a été mise en scène par Antoine Vitez. La pièce fut jouée avec trois autres comédies de Molière, Le Misanthrope, Tartuffe et L'École des femmes  du 13 au 27 juillet 1978 lors du 33e Festival d'Avignon au Cloître des Carmes.

## Mise en scène[2]

### Projet des quatre Molière
On répète à la fois quatre pièces de Molière, comme s'il agissait d'une tétralogie ; les quatre séries de répétitions sont entrelacées.Dans cette pièce, jouée parmi trois autres cette année-là, on réinvente modestement des idées très connues déjà, primitives, essentielles: la compagnie, l'alternance, l'unité de temps et de lieu. Chaque pièce est l'histoire d'une journée. Il n'y a rien ni avant ni après. Au cours des répétitions, on fait apparaître les correspondances entre les personnages et les situations de quatre pièces, on copie une pièce sur l'autre.
La comédie, chaque fois, s'achève dans la nuit, ou au point du jour. Il n'y a qu'un seul décor, il représente à la fois l'intérieur et l'extérieur :deux chaises, une table, des flambeaux et un bâton. On fait apparaître dans les quatre pièces, les correspondances entre les personnages et les situations. Le décor et les costumes sont de Claude Lemaire.

### Déroulement de la pièce
La pièce a été perçue comme une « présentation de ces œuvres archi-connues dont il parle avec passion lors d'une conférence de presse ». Sur le plan technique, c'est-à-dire de l'interprétation, les comédiens jouent les quatre pièces et se partagent à douze tous les rôles. Avec cette idée,le metteur en scène, Antoine Vitez a voulu montrer autre chose qu'une « simple pièce de théâtre afin de non pas bâtir une cathédrale imaginaire dans laquelle on ne s'enfermerait, mais plutôt faire ressortir les ressemblances des différents personnages de Molière ».

## Acteurs

### Le personnage de Don Juan
Le Don Juan, joué par Jean-Claude Durand, n'est plus vu comme un seigneur, honorable mais comme un fils de vieille race, qui a choisi de demeurer dans son état d'enfance, pour jouer avec le scintillement des formes qui l'entourent, hochets, visages, fragments de silhouettes ou de vêtements.  Il ne veut pas devenir « sujet » c'est-à-dire adulte responsable qui occupent sa place une chanson rends dans une société organisée. Il préfère tendre les mains vers les « objets » successifs qui passent (comme dit des femmes la langue du XVIIe siècle) sans d'ailleurs les consommer jamais car il reste en dehors de tout système production-consommation satisfait du seul frémissement de son désir. Son parcours est discontinu, l'avenir ni le passé n'existent pour lui.  Le spectacle de ce Don Juan est ce qu'il y a de plus séduisant dans le troisième Molière de Vitez outre la scène paysanne de Pierrot et Charlotte, et la scène des frères d'Elvire.
On y raconte qu'au début, on se croirait à l'Odéon ou au Français des années 30. Même style ampoulé et redondant qui  pousse à la tonitruance. Puis, au cours de la pièce, l'ambiance change. Finalement, on assiste à une inversion systématique des caractères et des situations, a un travestissement du langage qui se soldent par une distorsion de la pièce qui peut faire des délices de quelques raffinés en mal de complexe d'Érostrate.

### Distribution
Jean-Claude Durand incarne le personnage de Don Juan, Marc Delsaert celui de Don Louis, Jany Gastaldi dans le rôle de Mathurine. Don Carlos est joué par Daniel Martin, Mr. Dimanche par Didier Sandre. Pierrot, un personnage inspiré de la Commedia dell'arte est joué par Daniel Soulier. Dominique Valadié, actrice française joue Charlotte. Sganarelle, est incarné par Gilbert Vilhon. Enfin, le metteur en scène, Antoine Vitez, joue le rôle de Gusman.

## Critiques de presse
D'après France Soir, chaque scène de Dom Juan est un « miracle d'inspiration ». Le journal serait presque tenté de féliciter Antoine Vitez pour son adaptation au contexte actuel sans « mutiler le texte ». Au fond de tout cela, gît la vieille forme des mystères et des farces.
Le Dauphiné Libéré est très satisfait de la représentation : « Jean-Claude Durand  est un Don Juan assez fascinant. Maniéré, décadent, fragile, il n'apparaît pas comme le grand seigneur  prédateur qu'on se représente souvent ».
La Gazette Provençale, quant à elle, reste sceptique et peu satisfaite de l'adaptation de Vitez qui « ne peut que décevoir un large public étranger aux jeux sophistiqués d'un certain art dramatique ».